# Acrida bara
Acrida bara är en insektsart som beskrevs av Steinmann 1963. Acrida bara ingår i släktet Acrida och familjen gräshoppor. Inga underarter finns listade i Catalogue of Life.